# Tawhaki Patera
La Tawhaki Patera è una struttura geologica della superficie di Io.